# كفاءة ما بعد الاتصال
تشير كفاءة ما بعد الاتصال إلى كفاءة منا بعد الاتصال مثل القدرة على التدخل (بطريقة بناءة ومتحكم فيها) في المحادثات الصعبة وتصحيح مشكلات التواصل باستخدام الطرق المختلفة للتواصل العملي[بحاجة لمصدر]:
- التواصل اللفظي: من خلال الكلمات سواء كانت شفهية أو نصية.
- التواصل شبه اللفظي: مثل صخب الحديث، أو اللحن، أو الترتيل، أو الصمت أو مقاطعة، أو التدخل في الحديث. (المقالات الرئيسية: ما بعد الاتصال، خارج عن اللغة)
- التواصل غير اللفظي: لغة الجسد (تعابير الوجه، التقاء العيون، وحركات اليد) ورسائل بدون كلمات (المقال الرئيسي: دراسة الحركات الجسدية)
- التواصل فوق اللفظي: نقل المعنى من خلال سياق التواصل بما في ذلك: الزمن ومكان، الموجه نحو المجموعات المستهدفة وحاسة اللمس (الشعور من خلال اللمس) وجوانب الشم (الشم).

ويمكن استخدام طرق كفاءة ما بعد الاتصال المذكورة أعلاه بطريقة متوازنة وذات مصداقية ومعتمدة وكرصد فوري(لتحليل ميتا)، وفي حالة الضرورة يمكن تطوير أثر جديد أو موقف جديد.
فأنت باستخدام هذه الطريقة تحاول السيطرة على الوضع بشكل بناء. كما تحاول أيضًا من خلالها إيجاد طريقة لتحليل المحادثات وتجنب المشكلات وحلها. وقد وضع العديد من الكتاب نظريات من شأنها أن تساعد على عمل نفس هذه الأشياء وتصحيح مشكلات التواصل وكان من بين هذه النظريات نظرية "تواصل" مفردات منقحة للثقافة والمجتمع لديفيد مورلي. ويذكر مورلي في مقاله أن "التواصل يشير إلى نشاط النقل أي نقل ما تحتويه الرسالة من معلومات وأفكار أو معرفة، وتعرف بالتواصل الشخصي أو فكرة الحديث. ويتصل هذا مرة أخرى بقدرة التواصل لأن عليك أن تكون قادرًا على تحليل المضمون في عملية الاتصال. ولدينا عند التواصل نموذجان يمكن استخدامهما. وتسمى هذه النماذج معايير أو انتقالاً ومفسر. ومن الأسهل أن نفكر في هذه النماذج، كمعيار أو إرسال، وهو ما يعني فقط إرسال وتسلم الرسائل والتفسير كعملية الفرز ومن ثم يحدد التواصل ما هي الرسالة بالفعل. وعند استخدام القدرة التواصلية لنموذج التواصل التفسيري، وهي عملية الفرز، بحيث يوضح جميع الرسائل التي من الممكن أن تكون خلال هذا التواصل، ويستخدمها أيضًا للإعراب عما تحتويه الرسالة بالفعل. ويقول دانيل تشاندلر في مقاله "النموذج الإرسالي للتواصل": "لا يوجد بديل للتفسير واختلاف الأغراض والعلاقات غير المتكافئة القوى والسياق الظرفي" وفي الواقع لا بد أن يكون هناك دائمًا مجال لهذا وأن يكون داخلاً ضمن القدرة التواصلية، فأنت تتعلم كيف ومتى يمكن أن يكون القيام بهذه الطريقة فعالاً ومثمرًا.